# Семилітка (зупинний пункт)
Семилітка — пасажирський залізничний зупинний пункт Козятинської дирекції Південно-Західної залізниці на двоколійній, електрифікованій змінним струмом лінії Шепетівка — Здолбунів між станціями Здолбунів та Івачкове. Розташований у селі Івачків Рівненського району Рівненської області.

## Пасажирське сполучення
На зупинному пункті зупиняються приміські поїзди сполученням Шепетівка — Здолбунів — Рівне.